# Thôi Trữ
Thôi Trữ (chữ Hán: 崔杼; ?-546 TCN), tức Thôi Vũ tử (崔武子), là tướng quốc nước Tề thời Xuân Thu trong lịch sử Trung Quốc. Ông đã thao túng chính sự nước Tề một thời gian và cuối cùng bị diệt cả gia tộc.

## Giúp Tề Trang công
Theo Sử ký, Thôi Trữ làm đại phu từ thời Tề Huệ công (608 TCN-599 TCN) và được lòng vua Tề. Ông vốn là dòng dõi quý tộc nước Tề được phong ở đất Thôi nên lấy Thôi làm họ.
Sau khi Tề Huệ công mất, đại phu Cao Quốc – dòng họ có thế lực lâu đời ở nước Tề - sợ Thôi Trữ chèn ép mình nên tìm cách đuổi Thôi Trữ. Ông phải bỏ chạy sang nước Vệ.
Đến thời Tề Linh công, mâu thuẫn lắng xuống, Thôi Trữ được trở về nước Tề và dùng làm đại phu như trước.
Trong nước Tề xảy ra việc tranh chấp thừa kế giữa công tử lớn Khương Quang và công tử nhỏ Khương Nha. Tề Linh công yêu con nhỏ bèn điều Khương Quang đi trấn thủ nơi xa để lập Nha làm thế tử.
Năm 554 TCN, Tề Linh công ốm nặng. Thôi Trữ ủng hộ công tử Khương Quang bèn đón Quang về lập làm thế tử, Linh công nằm trên giường bệnh không thể ngăn cản. Khương Quang giết chết mẹ kế Nhung Cơ.
Đến tháng 5 năm 554 TCN, Tề Linh công qua đời. Khương Quang giết chết Khương Nha và lên nối ngôi, tức là Tề Trang công. Ba tháng sau, người giúp Nha là Cao Hậu cũng bị Thôi Trữ giết chết.

## Giết Tề Trang công
Thôi Trữ có người vợ lẽ là Đường Cơ vốn là em gái Đông Quách Yển, vợ cũ của Đường công. Sau khi Đường công mất, dù có người can ngăn nhưng Thôi Trữ thấy Đường Cơ đẹp nên lấy làm vợ.
Tề Trang công thấy Đường đẹp nên thường lén lút đến tư thông. Thôi Trữ biết chuyện rất tức giận, nảy ý định giết Trang công. Năm 548 TCN, nhân dịp Trang công mở tiệc đãi vua nước Cử, Thôi Trữ giả ốm không dự. Trang công nghe tin, bèn nhân danh đến thăm Thôi Trữ để gặp Đường Cơ. Khi Trang công vào nhà gặp Đường Cơ, Thôi Trữ sai thủ hạ vây bắt. Tề Trang công vội bỏ chạy, trèo qua tường trốn nhưng không thoát và bị giết.
Thôi Trữ an táng Trang công tại xóm Sĩ Tôn. Tả truyện mô tả đám tang Trang công được Thôi Trữ cử hành không trang trọng như nghi lễ cho vua chư hầu: không dẹp người đi đường, số quạt ít hơn và số cỗ xe kéo cũng ít hơn quy định nghi lễ.
Thôi Trữ lập người em khác mẹ của Trang công là Khương Chử Cữu lên làm vua, tức là Tề Cảnh công.
Vụ án Tề Trang công bị giết được quan Thái sử nước Tề chép: "Thôi Trữ giết vua là Quang". Thôi Trữ bắt quan thái sử chép khác đi, thái sử không chịu nên bị Thôi Trữ giết chết. Người em quan thái sử chép lại như anh mình vào quốc sử nước Tề. Thôi Trữ nổi giận lại giết người đó. Đến người em thứ 3 chép nguyên cũng bị giết. Tới khi người em thứ tư vẫn chép như vậy, không chịu thay đổi theo lệnh của Thôi Trữ. Ông đành thôi không giết người chép sử nữa.

## Mắc lừa Khánh Phong
Thôi Trữ lập vua mới, được phong làm tướng quốc, mời Khánh Phong cùng dự triều chính. Hai người chuyên quyền, muốn chèn ép các quan nước Tề, bắt họ thề theo mình. Quan đại phu Án Anh không chịu theo, chỉ thề trung thành với nước Tề và vua Tề. Khánh Phong định giết Án Anh nhưng Thôi Trữ cản lại vì Án Anh rất có uy tín với người trong nước.
Khánh Phong mưu trừ Thôi Trữ để một mình chuyên quyền.
Thôi Trữ có hai con lớn là Thôi Thành và Thôi Cương là con người vợ cả. Mẹ của Thành và Cương qua đời, Thôi Trữ lấy Đường cơ, tức là Đông Quách Thị và sinh ra Thôi Minh. Thôi Trữ yêu Thôi Minh, định lập Minh kế vị. Hai người con lớn là Thôi Thành, Thôi Cương bất bình.
Theo lời Đông Quách thị, em bà là Đông Quách Yển và con chồng cũ là Đường Vô Cữu đến làm gia nhân cho Thôi Trữ. Nhân lúc Thôi Thành có tội, Đông Quách Yển và Vô Cữu trị tội, phế truất quyền thừa kế và lập Thôi Minh làm người thừa kế.
Thôi Thành và Thôi Cương thấy tình hình bất lợi bèn xin Thôi Trữ được rút đi ở ấp Thôi. Thôi Trữ bằng lòng, nhưng Đông Quách Yển và Vô Cữu không nghe, cho rằng ấp Thôi là ấp tổ tông họ Thôi, chỉ có người thừa kế là Thôi Minh được ở. Vì vậy Thôi Trữ nghe theo lời Yển và Vô Cữu. Thôi Thành và Thôi Cương sợ hãi chạy sang nhà Khánh Phong cầu cứu.
Khánh Phong theo lời lực sĩ Lư Bồ Miết, nhân nhà họ Thôi có loạn bèn cấp quân cho Thành và Cương trở về đánh giết Vô Cữu và Yển. Cả nhà họ Thôi chạy tán loạn, Thôi Trữ cùng một người vợ lẽ họ Thôi chạy thoát ra ngoài. Thôi Trữ không biết vụ Thôi Thành và Thôi Cương do Khánh Phong tiếp tay, lại sai một viên hoạn quan đánh xe đến gặp Khánh Phong cầu cứu, trị tội hai người con lớn. Khánh Phong giả cách nhiệt tình giúp đỡ, lại sai lực sĩ Lưu Bồ Miết mang quân sang nhà họ Thôi diệt trừ Thành và Cương.
Lư Bồ Miết theo lệnh Khánh Phong, đi giết Thôi Thành và Thôi Cương, nhân thể diệt toàn bộ gia quyến họ Thôi. Hai vợ chồng Thôi Trữ trở về nhà thấy nhà cửa tan hoang, cả họ bị giết không còn ai, mới nhận ra mưu đồ của Khánh Phong. Ông cùng vợ tự sát. Đến đêm, con nhỏ Thôi Minh đào một hố giữa khu lăng tẩm tổ tiên, vùi xác ông xuống đó rồi bỏ trốn sang nước Lỗ.
Thôi Trữ làm quan nước Tề hơn 50 năm qua 5 đời vua Tề. Sau khi ông qua đời, quyền hành nước Tề lọt vào tay Khánh Phong.

## Trong Đông Chu liệt quốc
Thôi Trữ xuất hiện trong tiểu thuyết Đông Chu liệt quốc của Phùng Mộng Long từ hồi 65 tới hồi 66. Tác giả tập trung mô tả Thôi Trữ trong vụ giết Tề Trang công và mắc mưu Khánh Phong.